# Trachyphloeus spinimanus
Trachyphloeus spinimanus är en skalbaggsart som beskrevs av Ernst Friedrich Germar 1824. Trachyphloeus spinimanus ingår i släktet Trachyphloeus, och familjen vivlar. Arten är reproducerande i Sverige.